# Robot salvaje
Robot salvaje (título original: The Wild Robot) es una película animada estadounidense de 2024 de ciencia ficción, aventuras y supervivencia basada en la serie de libros del mismo nombre de Peter Brown, producida por DreamWorks Animation y distribuida por Universal Pictures. La película fue escrita y dirigida por Chris Sanders, producida por Jeff Hermann y producida ejecutivamente por Dean DeBlois, socio colaborador de Sanders desde hace mucho tiempo. Está protagonizada por Lupita Nyong'o junto a un elenco de voces que incluye a Pedro Pascal, Catherine O'Hara, Bill Nighy, Kit Connor, Stephanie Hsu, Mark Hamill, Matt Berry y Ving Rhames.
DreamWorks anunció una adaptación cinematográfica animada de la serie de libros The Wild Robot en septiembre de 2023, con Sanders, Hermann y DeBlois adjuntos. Es la última película animada íntegramente de manera interna en DreamWorks, ya que en octubre de 2023 se informó que el estudio dejaría de producir películas internamente y dependería más de estudios externos después de 2024. Kris Bowers compone la banda sonora de la película, siendo su primera banda sonora para una película animada.
The Wild Robot se estrenó en el 49.º Festival Internacional de Cine de Toronto el 8 de septiembre de 2024 y se estrenó en Estados Unidos el 27 de septiembre. La película fue un éxito comercial y de crítica, recaudando 334.5 millones de dólares en todo el mundo con un presupuesto de producción de 78 millones de dólares y convirtiéndose en la quinta película animada más taquillera de 2024. En la 82.ª edición de los Premios Globo de Oro, The Wild Robot fue nominada a Mejor película animada, Mejor canción original, Mejor banda sonora y Mejor Logro Cinematográfico y de Taquilla. Por otra parte, la película recibió múltiples nominaciones a los Premios Oscar 2025, destacando en las categorías Mejor sonido, Mejor película de animación y Mejor banda sonora original. Además de las nominaciones al Óscar, Robot salvaje lideró las nominaciones en los Premios Annie, considerados los "Óscar" de la animación, con un total de 10 nominaciones, incluyendo: Mejor Película, Mejor Dirección (Chris Sanders), y Mejor Actuación de Voz (Lupita Nyong'o).

## Argumento
Un barco de carga de Universal Dynamics pierde seis robots durante un tifón, que llegan a una isla deshabitada por humanos, y solo uno sobrevive al choque en plena costa. Al naufragar, una familia de nutrias marinas inspeccionan al robot , y es activado por la vida salvaje: la Unidad ROZZUM 7134, apodada "Roz", intenta anunciar sus servicios a los animales, pero solo logra aterrorizarlos. Roz pasa varios días traduciendo el lenguaje de los animales, pero aún no puede encontrar a nadie que requiera su ayuda. Decide hacer una señal a sus fabricantes para que la recuperen, después de que le caiga un rayo y dejándola inconsciente, al despertar una manada de mapaches la atacan llevándose piezas suyas y luego después de ahuyentarlos es perseguida por el oso pardo Thorn y aplasta accidentalmente un nido de ganso, dejando solo un huevo. Después de que Roz defiende el huevo de un zorro hambriento, este eclosiona, y el ganso se impronta con ella y rompe su transpondedor de largo alcance. Pinktail, una zarigüeya, le ordena a Roz que críe al ganso hasta que pueda migrar. El zorro, Fink, se da cuenta de que puede beneficiarse de Roz y la ayuda a encontrar comida y construir un refugio, ya que él está agradecido de que le quitara las púas de un puercoespín. Roz nombra al ganso Brightbill.
Una vez que Brightbill crece, Roz y Fink comienzan a enseñarle a nadar. Conoce a los otros gansos de la isla, que se burlan de él por su tamaño y su relación con el "monstruo" que mató a su familia. Enfadado por no saber la verdad, Brightbill desprecia a Roz y se va. Ella regresa al lugar del accidente de la nave para aprender más sobre su propósito y reemplaza su transpondedor con uno de otro ROZZUM. El líder de la bandada de gansos, Longneck, anima a Roz a no darse por vencida con Brightbill, y recluta al halcón Thunderbolt para ayudar a Brightbill a aprender a volar. Brightbill domina el vuelo justo cuando los gansos parten hacia la migración.
Roz, angustiada por la partida de Brightbill e insegura de su propósito, reactiva su transpondedor pero lo apaga justo cuando la señal llega a la sede de Universal Dynamics. Una tormenta eléctrica obliga a los gansos a refugiarse temporalmente dentro de un invernadero de Universal Dynamics, donde los robots hostiles de RECO los atacan. Al darse cuenta de que la familiaridad de Brightbill con Roz lo convierte en el menos asustado de los gansos, Longneck le ordena que guíe a la bandada a un lugar seguro antes de sacrificarse. Roz se despierta en su refugio y encuentra a Fink escondido de una fuerte tormenta de nieve. Rescata y lleva a tantos animales como puede al refugio, agotando sus baterías. Antes de que Roz se apague, ella y Fink instan a las presas y depredadores a que dejen de pelear hasta la primavera.
Roz despierta meses después y encuentra a los animales que siguen buscando la paz y a los gansos que regresan, quienes aclaman a Brightbill como un héroe. Antes de que pueda encontrarse con él, llega una nave de desembarco de Universal Dynamics para recuperarla. Vontra, una robot de recuperación, intenta atraer a Roz a la nave, pero Roz huye. Vontra envía un ejército de RECO para recuperarla. Todos los animales se unen para defenderse de los RECO, pero Vontra captura a Roz y provoca un incendio forestal al ordenarles que se autodestruyan. Brightbill lidera a los pájaros de la isla para atacar la nave de desembarco mientras los otros animales trabajan para extinguir el fuego, pero descubre que Vontra ya ha cortado la energía de Roz y borrado sus recuerdos. Sin embargo, los sistemas de Roz se reactivan y restauran por su amor por Brightbill, y los dos destruyen a Vontra y escapan de la nave de desembarco antes de que explote.
Aunque victoriosa, Roz elige irse de todos modos para proteger la isla de futuros ataques, prometiéndoles a los animales que sus fabricantes no pueden quitarle su sensibilidad y que encontrará una manera de regresar. Meses después, Roz está trabajando en un invernadero, aparentemente habiendo sido restablecido a la configuración de fábrica. Brightbill se cuela y se acerca a Roz, quien revela que todavía tiene sus recuerdos, y los dos se abrazan.
En una escena posterior a los créditos, Fink y Paddler, el castor, están plantando un árbol, mientras se van, aparece una ardilla y Fink le arroja una bellota.

## Animales
- Ganso
- Zorro Rojo
- Zarigüeya
- Oso Pardo
- Castor
- Halcón peregrino
- Alce
- Ciervo de cola blanca
- Mofeta
- Mapache
- Nutria marina
- Lince canadiense
- Gloton
- Tejón norteamericano
- Comadreja
- Puercoespín
- Conejo
- Ardilla roja y Ardilla gris
- Ardilla rayada
- Ratón de bosque
- Cardenal
- Cuervo
- Chara azul
- Tortuga lagarto
- Pájaro carpintero
- Garza real
- Pinzón
- Lucio
- Ballena
- Gaviota
- Cangrejo

## Reparto

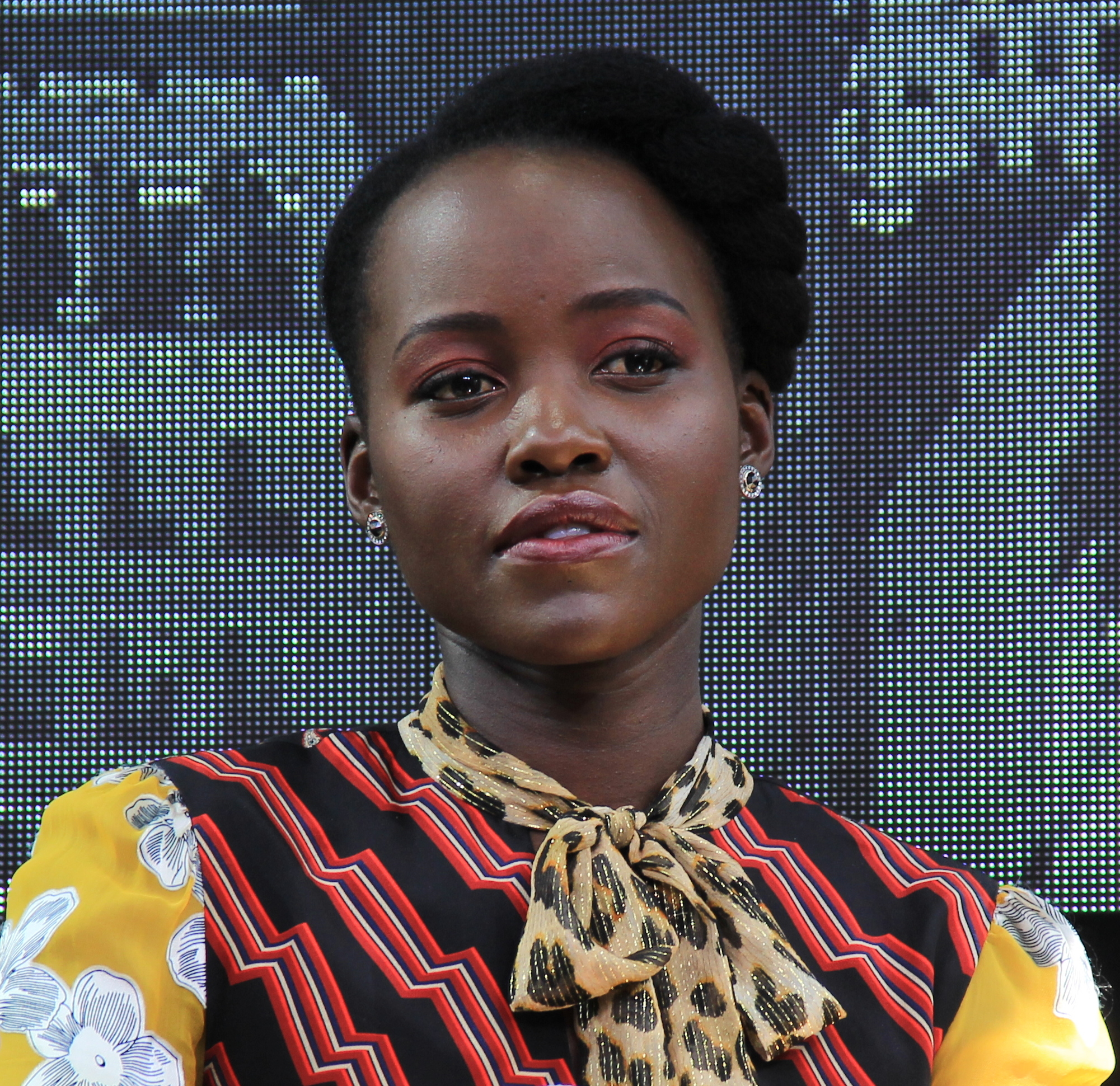
Lupita Nyong'o interpreta a Roz.

- Lupita Nyong'o como Roz, una robot abandonada que fue arrastrada a una isla forestal y aprende a adaptarse al nuevo entorno, en parte usando su capacidad de procesamiento para aprender a comunicarse con los animales nativos, y se convierte en la madre adoptiva de Brightbill después de matar accidentalmente a su familia.[4] El nombre de su línea de productos, ROZZUM, y su fabricante, Universal Dynamics, son referencias a Rossum's Universal Robots, la obra que creó el término "robot".[5] Además de eso, la palabra "rozum" significa "razón" en el idioma original de esa obra.[6]
  - Nyong'o también presta su voz a la unidad 6262 de ROZZUM ("Rummage"), un robot roto que fue arrastrado a la misma isla que Roz.
- Pedro Pascal como Fink (en español de España, Bribón),[4] un travieso zorro rojo que es el primer animal al que Roz ayuda y con el que se hace amigo. Juega un papel paternal con Brightbill junto a Roz. Al principio, Fink es cauteloso y despectivo, pero aprende a abrirse, aceptar y dar amor después de conocer a Roz y Brightbill.
- Kit Connor como Brightbill (en español de España, Picobrillo), un ganso canadiense huérfano enano que es criado por Roz como su propio hijo después de perder a su familia biológica.[4]
  - Boone Storme como el bebé Brightbill.[7]
- Catherine O'Hara como Pinktail (en español de España, Colirrosa), una zarigüeya de Virginia maternal que le da a Roz algunos consejos sobre cómo criar a Brightbill. [4]
- Bill Nighy como Longneck (en español de España, Cuellilargo).[4]
- Stephanie Hsu como Vontra (en español de España, Sabryna), una robot malvada que ha sido enviada para recuperar a Roz y, a diferencia de ella, posee tentáculos.[4]
- Mark Hamill como Thorn (en español de España, Espino), un oso pardo.
- Matt Berry como Paddler (en español de España, Remero), un castor.
- Ving Rhames como Thunderbolt (en español de España, Trueno), un halcón peregrino que ayuda a Brightbill a aprender a volar.

## Producción

### Desarrollo
El 28 de septiembre de 2023, DreamWorks Animation anunció una adaptación cinematográfica animada de la serie de libros The Wild Robot de Peter Brown, con Chris Sanders escribiendo y dirigiendo, Jeff Hermann produciendo y Dean DeBlois, colaborador creativo de toda la vida de Sanders, como productor ejecutivo. Se revelaron otros miembros del equipo, incluido el diseñador de producción Raymond Zibach, la editora Mary Blee y la jefa de historia Heidi Jo Gilbert.

### Reparto
El 5 de marzo de 2024, con el lanzamiento del primer tráiler de la película, se anunció que Lupita Nyong'o, Pedro Pascal, Catherine O'Hara, Bill Nighy, Kit Connor, Stephanie Hsu, Mark Hamill, Matt Berry y Ving Rhames serían protagonizando la película.
Sanders quería que Roz fuera un personaje atractivo y sintió que era necesaria una interpretación de voz extraordinaria para lograrlo. Quería evitar una versión ficticia bidimensional de un robot, donde pasan directamente de no tener emociones a ser emocionales. Nyong'o tuvo la tarea de encontrar una voz para el personaje y desarrollarla a medida que avanzaba la historia. El papel de la actriz fue particularmente importante ya que Roz no poseía articulación facial. Esto significaba que la voz de Nyong'o era la principal forma de significar las emociones de Roz. 
Según Hamill, quien prestó su voz a Thorn, se enteró de la película después de leer el libro The Wild Robot. Hamill dice que The Wild Robot le recordó sus primeros sentimientos sobre Star Wars (1977), en la que originó el papel de Luke Skywalker.

### Animación y diseño
The Wild Robot es la última película animada íntegramente internamente en DreamWorks, ya que Cartoon Brew informó el 6 de octubre de 2023 que el estudio dejaría de producir películas internamente en su campus de Glendale para depender más de estudios del exterior después de 2024.
En CinemaCon 2024 en abril, Sanders dijo que se inspiró en las películas animadas clásicas de Disney y en las obras de Hayao Miyazaki, lo que dio como resultado un estilo visual estilizado generado por computadora que describió como "una pintura de Monet en un bosque de Miyazaki". Consideró que Bambi (1942) y Mi vecino Totoro (1988) fueron las mayores influencias visuales. Las obras de Syd Mead sirvieron de inspiración para las partes futuristas de la película.
Después de leer el libro, Sanders sintió que el tono inocente de la historia y el entorno natural requerían un aspecto que se alejara del fotorrealismo CGI estándar en muchas películas animadas modernas. Él y el diseñador de producción Raymond Zibach querían que la película en su estado final aún se pareciera a las pinturas conceptuales. Para lograrlo, el equipo de producción se basó en las tecnologías utilizadas en dos de las películas anteriores de DreamWorks, El Gato con Botas: El Último Deseo y Los tipos malos (ambas de 2022). Si bien los personajes estaban formados por formas geométricas CGI, sus superficies poseen un aspecto pintado a mano. Esta filosofía de estilo pictórico se trasladó a todos los elementos visuales de la película, incluido el cielo y los entornos.
Sanders quería que el diseño de Roz fuera icónico y memorable y que ocupara su lugar entre los robots más famosos de la ficción. Inspirándose en C-3PO y R2-D2 de Star Wars y Robby el robot de Planeta prohibido (1965), quería que Roz tuviera poca articulación facial. Sanders y el resto del equipo de diseño realizaron varios diseños de prototipos durante la producción. Uno de los diseñadores, Hyun Huh, presentó su diseño de Roz al equipo, que se convirtió en la base del que se ve en la película. El equipo se enamoró inmediatamente del diseño de Huh, y Sanders lo describió como simple y atractivo. El libro original de Brown describía a Roz con gran detalle, por lo que Sanders y el equipo sabían que tenían que dejar fuera algunos elementos de diseño. Sin embargo, en nombre de la descripción de Brown de cuál era el propósito de una unidad ROZZUM para los humanos, apuntaron a que el diseño de Roz fuera humanoide.

### Música
Kris Bowers compuso la banda sonora de la película, siendo su primera banda sonora para una película animada.Además, se anunció que se harían dos canciones originales para la película, interpretadas por Maren Morris y escritas por Morris, Ali Tamposi, Michael Pollack, Delacey, Jordan Johnson y Stefan Johnson. La primera, "Kiss the Sky", se lanzó el 28 de agosto; la segunda, "Even When I'm Not", junto con el álbum de la banda sonora completa, se lanzó el 27 de septiembre. Morris y su equipo de coguionistas se inspiraron para escribir una segunda canción para la película, "Even When I'm Not", que aparece en los créditos finales de la película, cuando proyectaron la película terminada.
En septiembre de 2024 se anunció que Chiara Oliver pondría voz y adaptaría al español una de las canciones de la banda sonora de la película.

## Marketing
El primer tráiler de la película, que presenta una interpretación de What a Wonderful World de Louis Armstrong, y un póster, se lanzaron el 5 de marzo de 2024. Al escribir para Polygon, Tasha Robinson comparó el diseño de Roz con robots de películas familiares como BB-8, WALL-E, Baymax y El gigante de hierro, y señala que las únicas palabras pronunciadas en el tráiler: "A veces, para sobrevivir, debes convertirte en más de lo que fuiste programado para ser" - evocó el mensaje de El gigante de hierro.

## Estreno
Wild Robot estaba previsto para estrenarse el 20 de septiembre de 2024 pero se retraso al 27 de septiembre debido a la competencia de la película animada de Paramount Transformers One
Como parte del acuerdo de Universal con Netflix, la película se transmitirá en Peacock durante los primeros cuatro meses de la ventana de televisión de pago, luego se trasladará a Netflix durante los próximos diez y luego regresará a Peacock durante los cuatro restantes.

### Secuela
El 7 de septiembre de 2024, cuando se le preguntó sobre una posible secuela, Sanders declaró: "Me gustaría mucho. Este fue un trabajo de amor por parte de todos en el estudio, y sí, creo que me encantaría ir y quedarme aquí por un tiempo". El 12 de octubre de 2024, confirmó que se está desarrollando una secuela.

## Premios y nominaciones
| Año  | Premio              | Categoría                        | Trabajo        | Resultado | Ref.   |
| ---- | ------------------- | -------------------------------- | -------------- | --------- | ------ |
| 2025 | Kids' Choice Awards | Película animada favorita        | The Wild Robot | Nominada  | [ 18 ] |
| 2025 | Kids' Choice Awards | Canción favorita de una película | «Kiss the sky» | Nominada  | [ 18 ] |